# Posąg Antinousa
Posąg Antinousa (gr. Αντίνοος Δελφών) – marmurowa rzeźba z roku 130, przedstawiająca dworzanina i kochanka cesarza Hadriana – Antinousa, znaleziona w sanktuarium delfickim, w zbiorach Muzeum Archeologicznego w Delfach.

## Opis
Rzeźba została wykonana z marmuru paryjskiego w 130 roku n.e. Przedstawia kochanka cesarza Hadriana – Antinousa, greckiego młodzieńca z Bitynii, który utonął w Nilu w 130 roku i został pośmiertnie ogłoszony przez cesarza herosem. Cesarz umieszczał posągi młodzieńca w wielu świątyniach starożytnego świata. Rzeźba została ustawiona w sanktuarium delfickim decyzją rady Amfiktionii Delfickiej organizującej igrzyska pytyjskie i kapłana Apollina Aristotimosa, który opiekował się pomnikiem Hadriana w sanktuarium Ateny.
Antinous jest przedstawiony jako młody bóg Apollo. Postura ciała wpisuje się w standard przedstawień Apollina z połowy V w. p.n.e. przypisywanych Fidiaszowi. Twarz Antinousa okalają opadające loki, wyrzeźbione przy pomocy świdra. Głowa młodzieńca przystrojona była najprawdopodobniej wieńcem. Rzeźba zachowała się w relatywnie dobrym stanie – brakuje jej przedramion i dłoni. Znajduje się w zbiorach Muzeum Archeologicznym w Delfach.